# Kœtzingue
Kœtzingue là một xã thuộc tỉnh Haut-Rhin trong vùng Grand Est, đông bắc Pháp.